# EVRレース
『EVRレース』（EVR RACE）は、1975年に任天堂レジャーシステムが発売したアーケードゲーム。任天堂が発売した初のビデオゲームであり、そのため開発者の竹田玄洋も任天堂初のゲームクリエイターとされる。また映像を使った史上初の競馬ゲームでもある。

## 概要
競馬の勝ち馬を予想するメダルゲーム。前年に発売されたセガの『ハーネスレース』（1974年）とともに、メダルゲームの代表の一つとして日本アミューズメントマシン工業協会の記念誌で紹介される。
『ハーネスレース』が模型の馬を使っていたのに対し、『EVRレース』は映像の馬を使っている点が目新しかった。CBS社が開発したElectronic Video Recording（EVR）というビデオ録画システムを採用しており、BET後にビデオテープに録画された競馬のアニメーションがモニターに再生されて結果が出る。
当初は最大で10人同時にBETが出来る大型筐体が発売されたが、画面を100インチ相当のワイドプロジェクターにし、20人に対応した『ワイドEVAレース』も販売された。1976年には5人プレイまで可能な『EVRレース-5』、1977年には1人用も発売された。
製品としては人目を引き、話題性もあるため、高価にもかかわらず正月期の目玉として導入するオペレータが相次いだが、しばらく稼働させるとビデオテープ可動部の故障が頻発して稼働停止になることが多かった。このことは竹田とともに『パンチアウト!!』を開発した宮本茂が述懐し、ビデオテープを使う分メンテナンスが大変だったため、後のレーザーディスクゲームのブーム時には、そのブームに乗らずに半導体ベースのゲームである『パンチアウト!!』をリリースした遠因となった。

## EVRベースボール
1976年12月発売。EVRレースの流用で、野球映像を見ながら打席に入ったバッターの結果を予想する内容。
映像は、ジャイアンツとタイガースのユニフォームを着た外国人選手同士の試合に、日本語の実況音声が収録されている。
バッターが打席に入ってからピッチャーが投球するまでに、アウト・ヒット・二塁打・三塁打・本塁打を賭けることができる（三振・フォアボールはない）。当たった場合の配当は以下の通りとなる。
- アウト: 2倍
- ヒット: 3倍
- 二塁打: 4倍
- 三塁打: 6倍
- ホームラン: 13倍（満塁ホームランの場合は26倍）

ヒット以上を的中させると自分の席に設置されたダイヤモンドにランナーが表示され、スリーアウトになるまでにランナーがホームインするとメダル3枚が払い戻される。またスリーアウトまでにヒット、二塁打、三塁打、本塁打を全て的中させると、サイクルヒットでメダル10枚が払い戻される。